# 黃常祖
黃常祖（1382年—？），字邦經，福建興化府莆田縣右廂第二圖人，明朝政治人物。
應天府鄉試七十五名。永樂十年（1412年）壬辰科進士。授刑部員外郎，以薦陞山西參議，致仕归。卒年八十六
曾祖父黃林。祖父黃佛。父亲黃震。